# Verena (Heilige)

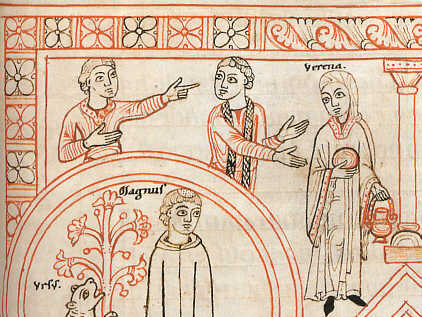
Zwischen 1138 und 1147: Zwiefalter Chorbuch aus dem Kloster Zwiefalten, Verena (rechts), Monatsbild September, Württembergische Landesbibliothek

Die heilige Verena (* um 260 n. Chr.; † um 320 in Zurzach) ist eine frühchristliche Jungfrau und Eremitin aus Theben, die in der römisch-katholischen Kirche, den orthodoxen Kirchen und der koptischen Kirche als Heilige verehrt wird. Ihr Gedenktag in der Liturgie ist der 1. September.

## Leben
Es gibt zwei Hauptquellen für die Heiligenlegende, die Vita prior aus dem späten 9. Jahrhundert und die Vita posterior aus dem 11. Jahrhundert.
Die Vita prior wurde von Hatto III, Abt des Klosters Reichenau (888–913), in dreizehn Kapiteln verfasst. Als Empfängerin wird Richardis angenommen. Sie erhielt 881 die kleine Abtei in Zurzach zur lebenslangen Nutzung bis zum Tode Karls III. Anschließend kam die Abtei zum Kloster Reichenau.
Die Vita posterior wurde vermutlich durch einen Zurzacher Mönch im 11. Jahrhundert geschrieben. Die älteste bekannte Abschrift stammt aus dem 12. Jahrhundert. Der Text ist detaillierter und blumiger geschrieben. Die Vita posterior ergänzt das Leben der Verena zwischen ihrem Leben in Solothurn und dem Tod in Zurzach der Vita prior. Inhaltlich werden die Wunder und Verena als Dienerin Gottes dargestellt.
Weitere Quellen sind die Vita Sanctae Verenae in Versform (leoninische Hexameter) Tegernseer Handschrift aus dem 11. Jahrhundert überliefert. In: Poetae Latini medii aevi 5,1.2: Die Ottonenzeit Teil 1/2. Herausgegeben von Karl Strecker unter Mitarbeit von Norbert Fickermann. Leipzig 1937, S. 95–100 (Monumenta Germaniae Historica, Digitalisat)
Und das Mirakelbuch St. Verena (frühes 11. Jh.), Erzählungen von Wundergeschichten von Wallfahrern von einem Zurzacher Mönch geschrieben

### Vita prior

#### Herkunft und Wanderschaft
Gemäß dem dritten Kapitel der Vita prior wurde Verena in Theben am oberen Nil in Ägypten als Kind angesehener Eltern geboren. Der Überlieferung zufolge übergaben die Eltern sie einem Bischof, dem greisen Chaeremon, zur Taufe und Unterweisung im christlichen Glauben. Der Name des Bischofs Chaeremon war um 888 dem Schreiber der Vita prior, dem Abt des Klosters Reichenau, Hatto III., bekannt, da er bei Eusebius von Caesarea genannt wird.
Es ist möglich, dass der Name des Bischofs Chaeremon erst durch Hatto III. hinzugefügt wurde. Falls die hl. Verena durch den Bischof Chaeremon von Nilopolis getauft wurde, müsste sie vor seinem Märtyrertod 250 n. Chr. geboren sein. Damit wäre sie nach dem Todesjahr 344, errechnet durch den letzten Propst des Verenastifts Johannes Laurentius Huber, mindestens 94 Jahre alt geworden.
Verena soll nach dem Tode des Chaeremon mit anderen Christen nach Unterägypten gelangt sein, wo die Kaiser Diokletian und Maximian neue Soldaten ausgehoben und damit die Thebaische Legion gegründet haben sollen. Dieser Überlieferung zufolge kann Verena erst nach 285 nach Unterägypten gekommen sein, da Kaiser Diokletian Maximian erst 285 zum Cäsar und 286 zum Kaiser ernannte.
Kapitel 4 der Vita prior beschreibt die Reise im Tross der Legion nach Mailand. Hier soll die Verena einige Jahre bei einem heiligen Maximus geblieben sein und die Märtyrerstätten und Kerker der Heiligen besucht haben. Als sie in Mailand vom Tod der weitergezogenen Legionäre gehört habe, sei sie nach Saint-Maurice (Agaunum) gereist. Ein Soldat der Thebaischen Legion, Viktor, soll ihr Verlobter gewesen sein. Spätere Überlieferungen beschreiben die Bestattung der Märtyrer der Thebaischen Legion durch Verena.

#### Wirken
Laut Kapitel 6 der Vita prior zog Verena nach Salodurum (heute Solothurn) weiter und ließ sich wiederum bei einem Eremiten nieder. Hier soll sie mit Fasten, Gebet und Psalmengesang ihre Tage verbracht haben.
In einer Höhle in der nach ihr benannten Verenaschlucht soll die Heilige sich durch den Verkauf ihrer Handarbeiten ernährt haben. Dabei soll die Heilige Blinde und Besessene geheilt haben. Angesichts dieser Wunderheilungen bekehrten sich der Vita zufolge die Alamannen zum Christentum und wurden von einem verbannten Priester aus Italien getauft.
Da die Alamannen erst ab dem 6. Jahrhundert auf der linksrheinischen Seite siedelten, konnte Verena keine Alamannen bekehren. Es ist möglich, dass Hatto III. die kelto-romanische Bevölkerung des 3. Jahrhunderts als Alamannen (Heiden) bezeichnete.
Kapitel 8 der Vita prior berichtet davon, dass Verena andere Jungfrauen um sich scharte. Im weiteren Text gibt Hatto III. weitere Anweisungen über das Leben einer gottgeweihten Jungfrau.
Weil die Heilige so viele Leute anzog, wurde sie von den Römern verhaftet. Die Vita berichtet, dass ihr in der Nacht ein junger Mann erschienen sei, der sich als Mauritius offenbarte, und sie tröstete. Als der römische Statthalter von einem Fieber befallen worden sei, ließ er Verena rufen, damit sie ihn heilen könne. Anschließend wurde die Heilige freigelassen und kehrte in die Schlucht zurück.
Im 11. Kapitel wird das erste Wunder beschrieben:

„Als Brot fehlte und Verena zu Gott um Hilfe betete, wurden auf einmal 40 Säcke Mehl am Eingang der Zelle vorgefunden. Nachdem Verena und die Jungfrauen von dem Mehl gegessen hatten, wuchs ihnen immer wieder neues Mehl aus den Zähnen.“

Hatto schließt mit dem Hinweis, dass die heilige Verena sich in einer engen Höhle eingeschlossen hatte.

### Spätere Überlieferung
Die Vita posterior beginnt mit dem sich verbreitenden Ruf der hl. Verena, die deshalb heimlich floh und zu einer Insel im Rhein gelangte.
Dass Verena vor den vielen Bewunderern floh und weiter die Aare hinunter wanderte, ist vergleichbar mit der Flucht des Wüstenvaters Antonius.
Auch auf die Rheininsel sollen bald viele Kranke, Blinde und Lahme gekommen sein, damit Verena ihnen half. Das dritte Kapitel der Vita posterior beschreibt, wie eine Frau mit ihrem blinden und lahmen Sohn kam und um Hilfe bat. Verena prosternierte sich in Kreuzform und betete. Der Sohn erhob sich daraufhin sogleich und ging nach Hause.
Legendarische Überlieferungen schmückten das Leben der Heiligen weiter aus. So wird bei Attenhofer beschrieben, dass Mauritius ein Verwandter der Eltern Verenas gewesen sei und Verena die Erlaubnis erhielt, mit der Legion nach Palästina zu reisen. Vor dem Aufbruch nach Mediolanum (Mailand) sollen sich auch die hll. Felix und Regula und Ursus und Viktor im Zelt des hl. Mauritius getroffen haben.

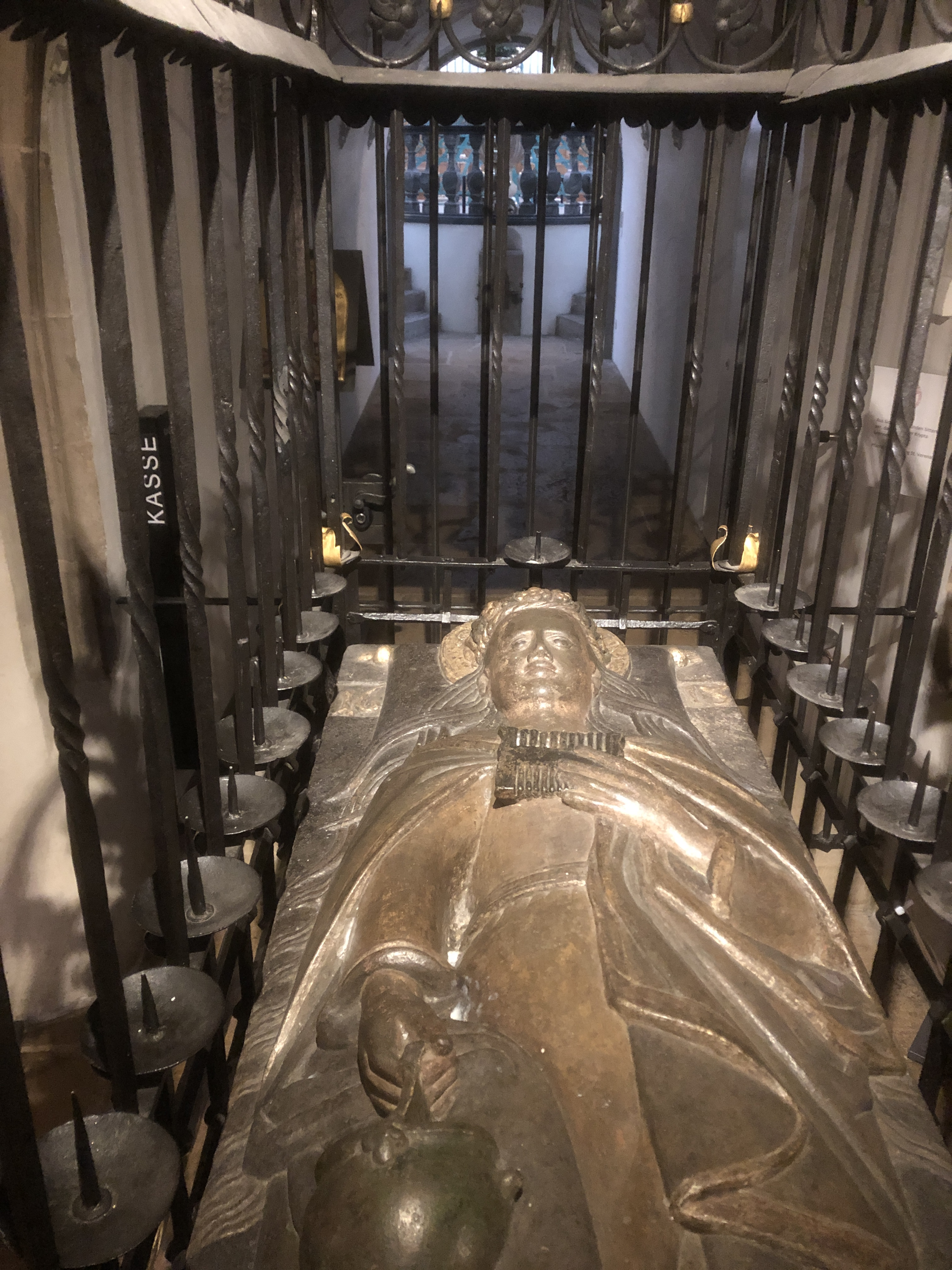
Grabplatte von 1613 der hl. Verena in der Krypta des Verenamünsters

Als Verena von Saint-Maurice nach Salodorum zog, soll sie auch bei Aventicum (Avenches) vorbeigekommen sein und die Stadt von den Barbaren verwüstet vorgefunden haben. Bei dem geheilten Römer soll es sich um einen Statthalter namens Hirtakus gehandelt haben. Nachdem sich das Mehlwunder ereignete, soll der hl. Verena der Teufel erschienen sein. Da er sich darüber ärgerte, dass Verena so viel betete, sei ihm ein schwerer Stein, den er nach Verena werfen wollte, auf den Fuß gefallen, so dass der Teufel seit dieser Zeit hinke. Attenhofer schreibt, dass Verena im Jahre 323 im Alter von 43 Jahren nach Tenedo (Zurzach) gekommen sei. In Zurzach soll Verena auch Kunde vom Märtyrertod der Thebäer Felix und Regula erhalten haben. Verena starb laut Attenhofer im Alter von 64.
Ein Vasall des Herzogs von Burkhard soll Kirchengüter des Verenastifts geschenkt erhalten haben. Da dies Unrecht gewesen sei, soll der Herzog eine Prozession gesehen haben, die aus den Fenstern des Verenamünsters schwebte. Anschließend erstattete der Herzog die Güter an das Stift zurück.
Als ein Bauer am Verenatag, anstatt zur Messe in den Wald ging, um Bäume zu fällen, seien seine Hände beim ersten Schlag erstarrt. Am Grab bereute dieser und damit gesundete er wieder. 1795 brach in Koblenz Feuer aus, viele Häuser und die Kapelle verbrannten. Nur die Statue der hl. Verena mit ihren Kränzchen und Votivkerzen blieb unversehrt. Bis heute kommen weitere Geschichten und Wunder hinzu, die Gläubigen zählen die (allerdings erst in neuer Zeit) entdeckte Thermalquelle dazu, die für kranke Menschen Heilerfolge bringt.

## Verehrung

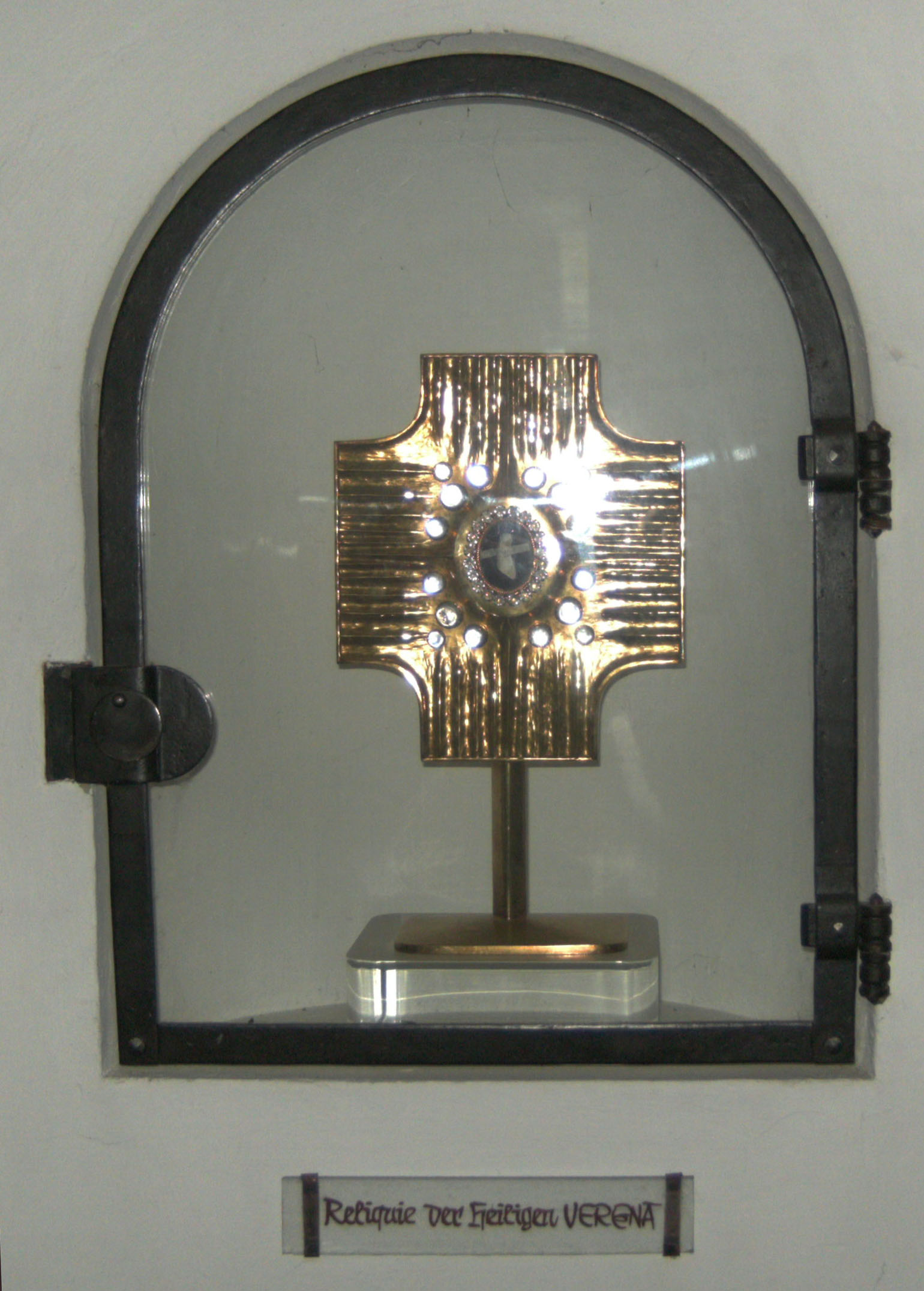
Reliquie der heiligen Verena (Knochenstück). Reliquiar mit reichem Stein- und Emailschmuck aus dem 14. Jahrhundert aus dem Kirchenschatz des Verenamünsters.

Die Verehrung der heiligen Verena in Zurzach lässt sich vor dem 9. Jahrhundert nicht nachweisen. Sennhauser (2004) hält es für wahrscheinlich, dass ein Grab aus der Römerzeit am Anfang der Verenaverehrung gestanden haben dürfte, in der im Frühmittelalter beliebten Tradition der „Auffindung“ (inventio) von Gräbern vergessen gegangener Heiliger (vgl. die Auffindung von Felix und Regula in Zürich im späteren 8. Jahrhundert).
Die lokale Verehrung der Heiligen fand mit der Gründung des Benediktinerklosters nach 1010 weitere Verbreitung.
Das Grab der Verena im Verenamünster von Zurzach wurde im 11. Jahrhundert dahin verlegt, zuvor lag es an einer Stelle außerhalb der neuen Kirche.
Die romanische Burgkapelle St. Verena und Mauritius in Zurzach wurde nach Aussage des Mirakelbuchs St. Verena (frühes 11. Jahrhundert) zum Gedenken an die Auffindung des „Verenakrügleins“ gegründet.
Seit dem 12. Jahrhundert genoss die Heilige überregionale Bedeutung, als Taufname ist Verena seit dem 13. Jahrhundert belegt.
Im Jahr 1137 bestand die Verenaverehrung in einer Kapelle an der Stelle des heutigen Münsters Salem.
Der Konvent St. Verena in Zürich wurde um die Mitte des 13. Jahrhunderts gegründet.

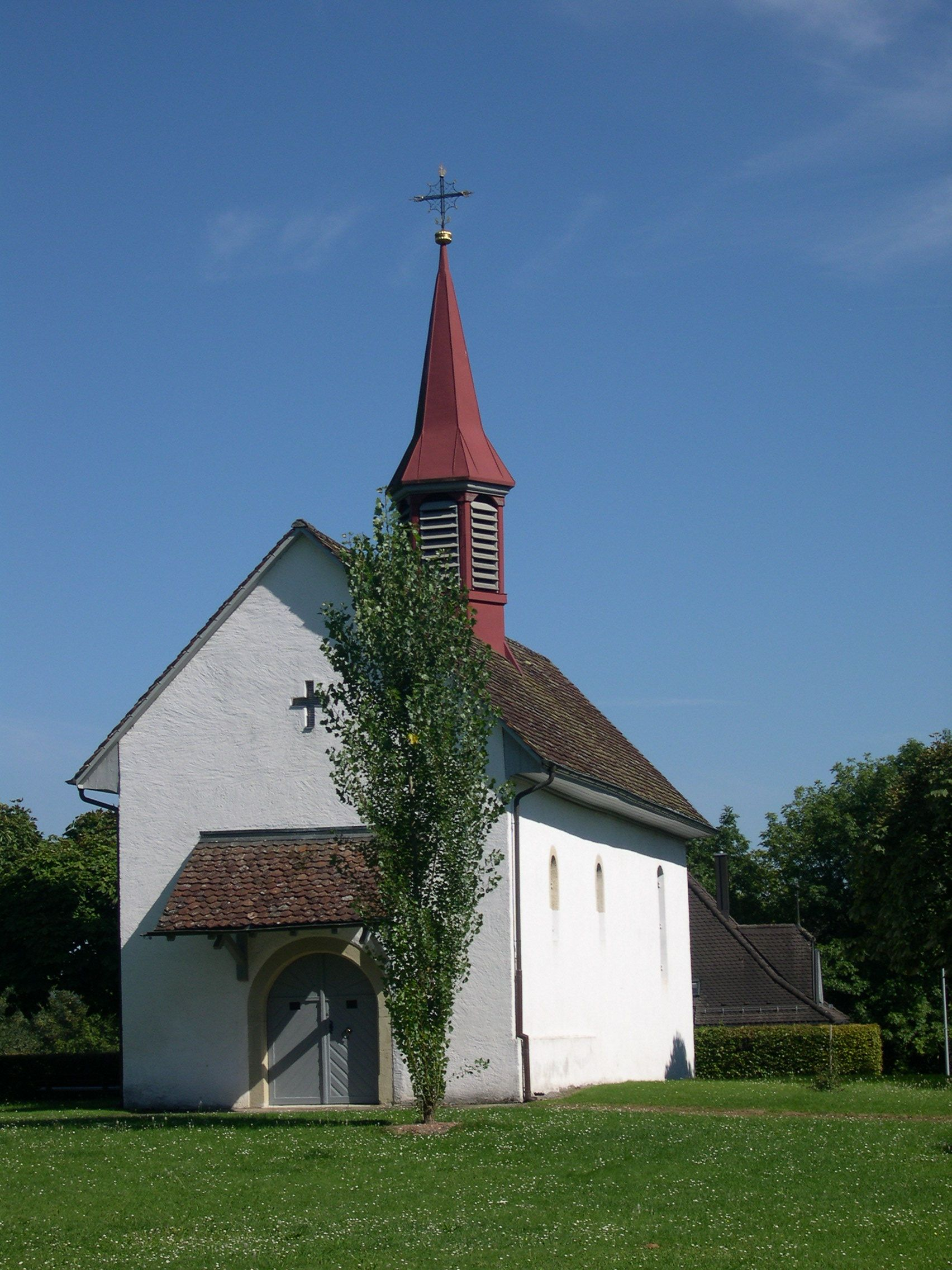
Burgkapelle St. Verena und Mauritius, Bad Zurzach, (Kirchlibuck)

1265 wurde das benediktinische Kloster am Grabe der hl. Verena in den Rang eines Chorherrenstifts erhoben.
Der Bischof von Konstanz, Rudolf von Habsburg legte am 24. Dezember 1279 die Anzahl der Chorherren auf neun fest und regelte die Ämterfolge. Im Jahr 1294 inkorporierte Bischof Heinrich II. von Klingenberg das Verenamünster (das zuvor als Pfarrkirche dem Landkapitel Regensberg unterstand).
Die Verenaschlucht bei Solothurn ist seit dem 15. Jahrhundert urkundlich belegt.

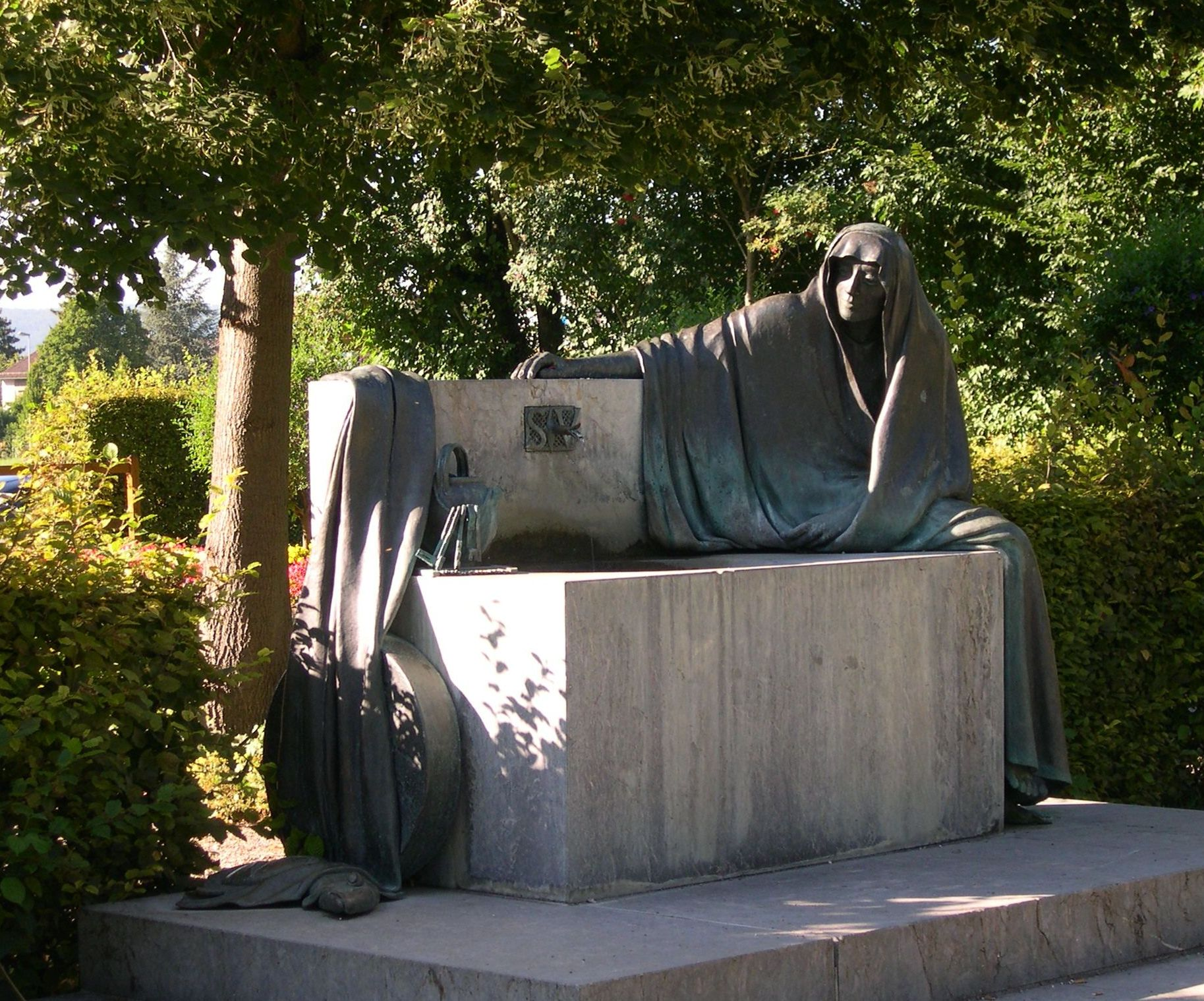
Verena-Brunnen im Kurpark in Bad Zurzach

Die hl. Verena im Wappen der Gemeinde Stäfa

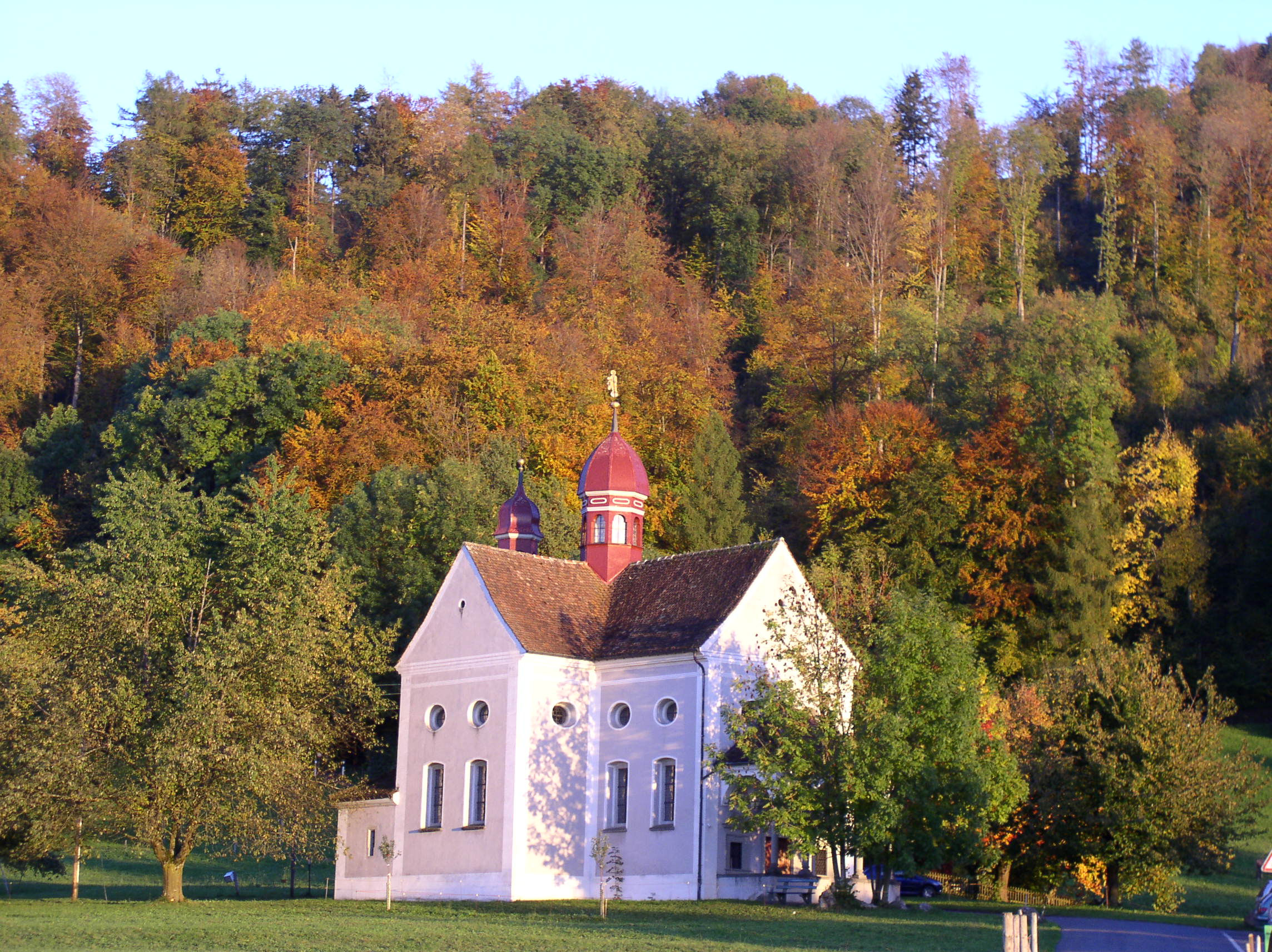
Kapelle St. Verena am Zugerberg

Am stärksten ist die Verehrung der hl. Verena im ehemaligen Bistum Konstanz sowie im Bistum Basel verbreitet. Weitere Patrozinien und Reliquien finden sich auch in den Bistümern Regensburg, Bamberg und Chur. Die Verehrung der hl. Verena wurde von den Habsburgern auch zum Wiener Stephansdom gebracht.
Der Ort Hausen ob Verena bezieht sich auf die Heilige, die Wappen der Gemeinden Stäfa und Herznach tragen die Heilige bzw. deren Attribut, den Krug, im Wappen. In der römisch-katholischen Kirche wird die hl. Verena als Schutzpatronin der Fischer, der Haushälterinnen, der Krankenpflegerinnen, der Müller und der Schiffer angerufen. Seit 2003 ist sie Mitpatronin des Bistums Basel. Viele Kirchen und Kapellen sind der heiligen Verena geweiht, siehe Verenakirche.

## Ikonografie

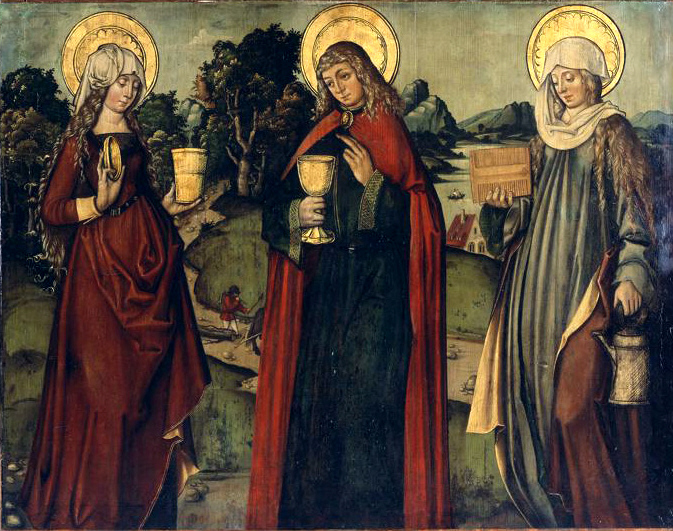
1505, Zürcher Veilchenmeister, Verena (rechts), Schweizerisches Landesmuseum

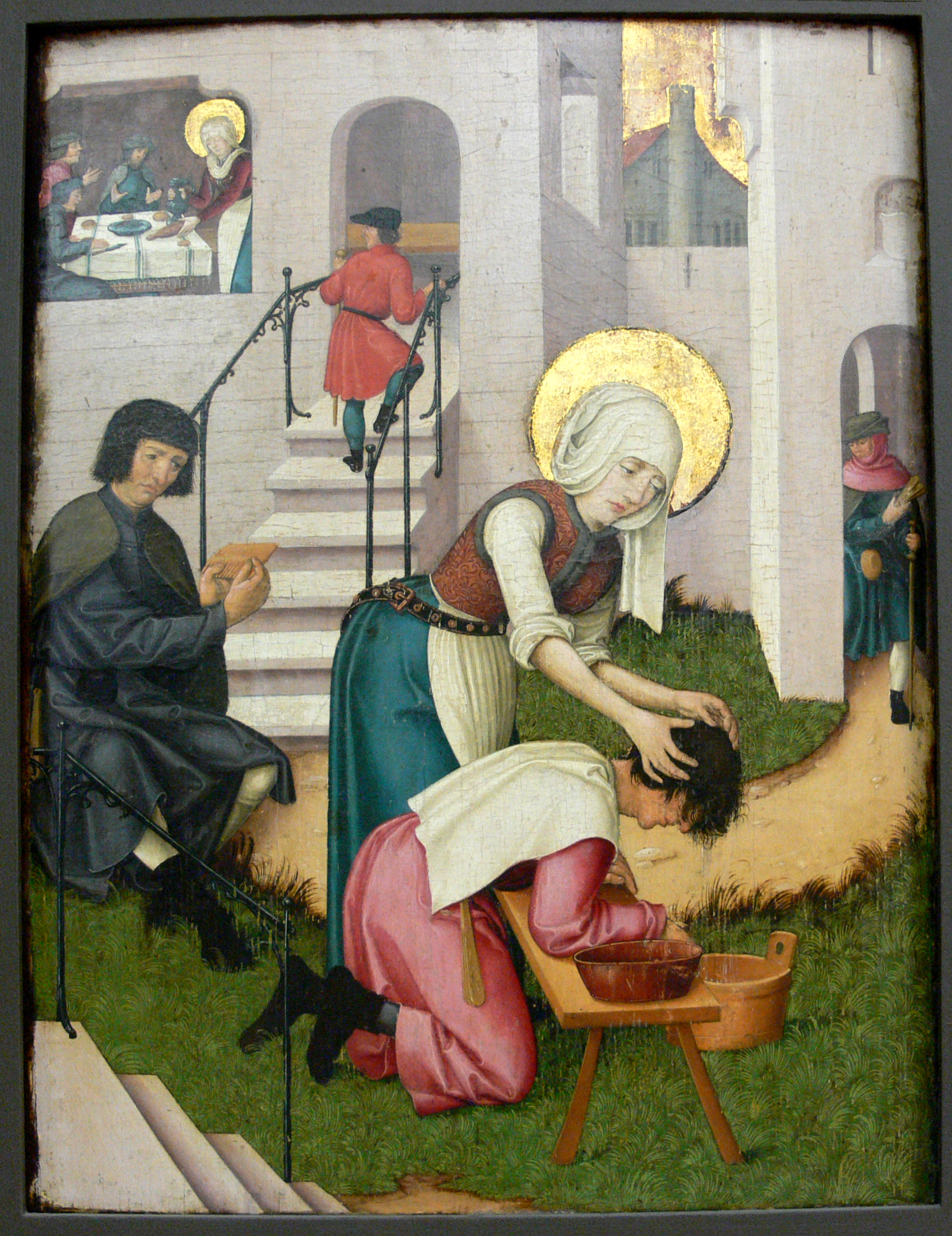
Die Barmherzigkeit der hl. Verena, Stuttgart (?), 1524

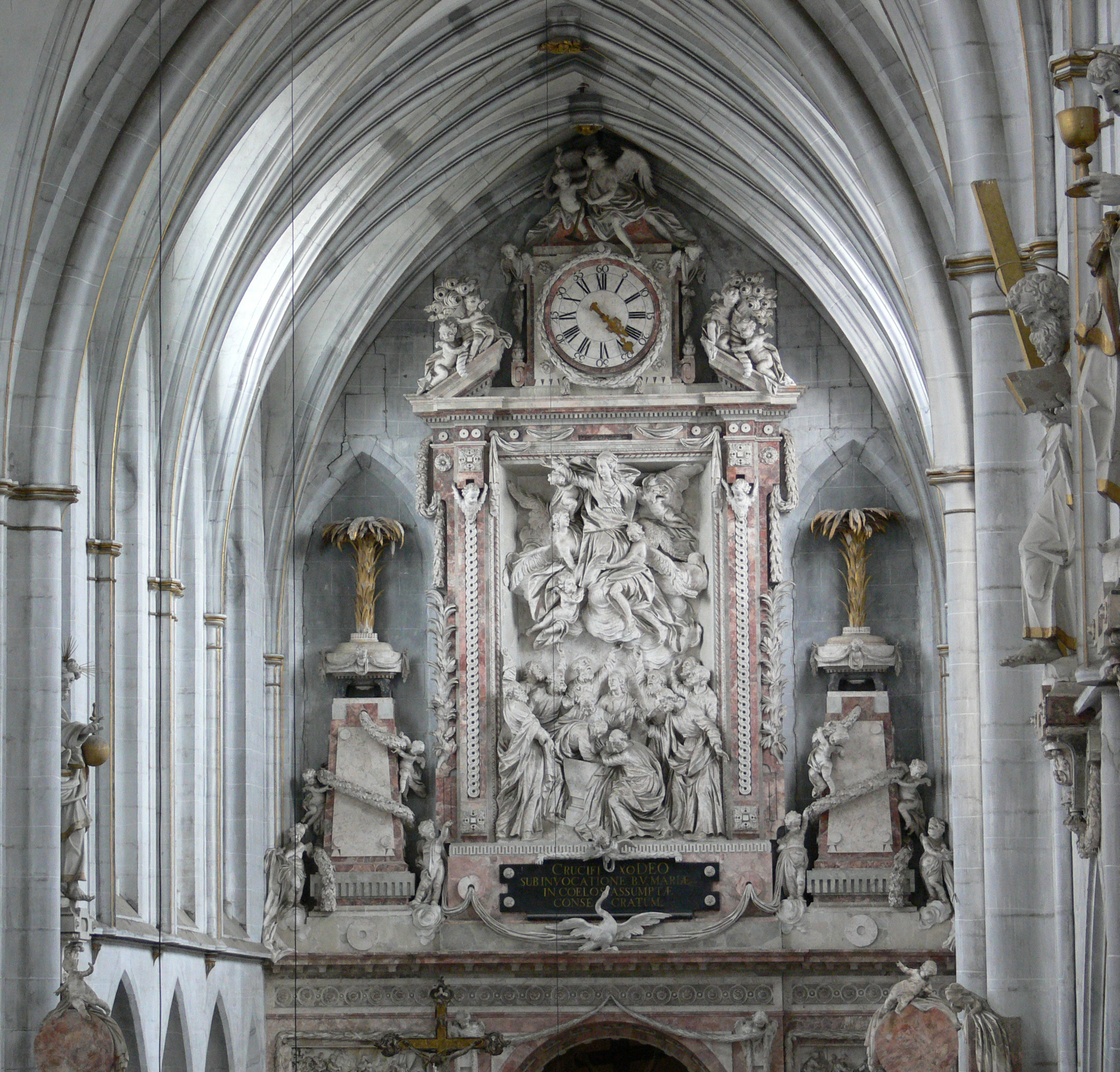
Verenaaltar im Salemer Münster

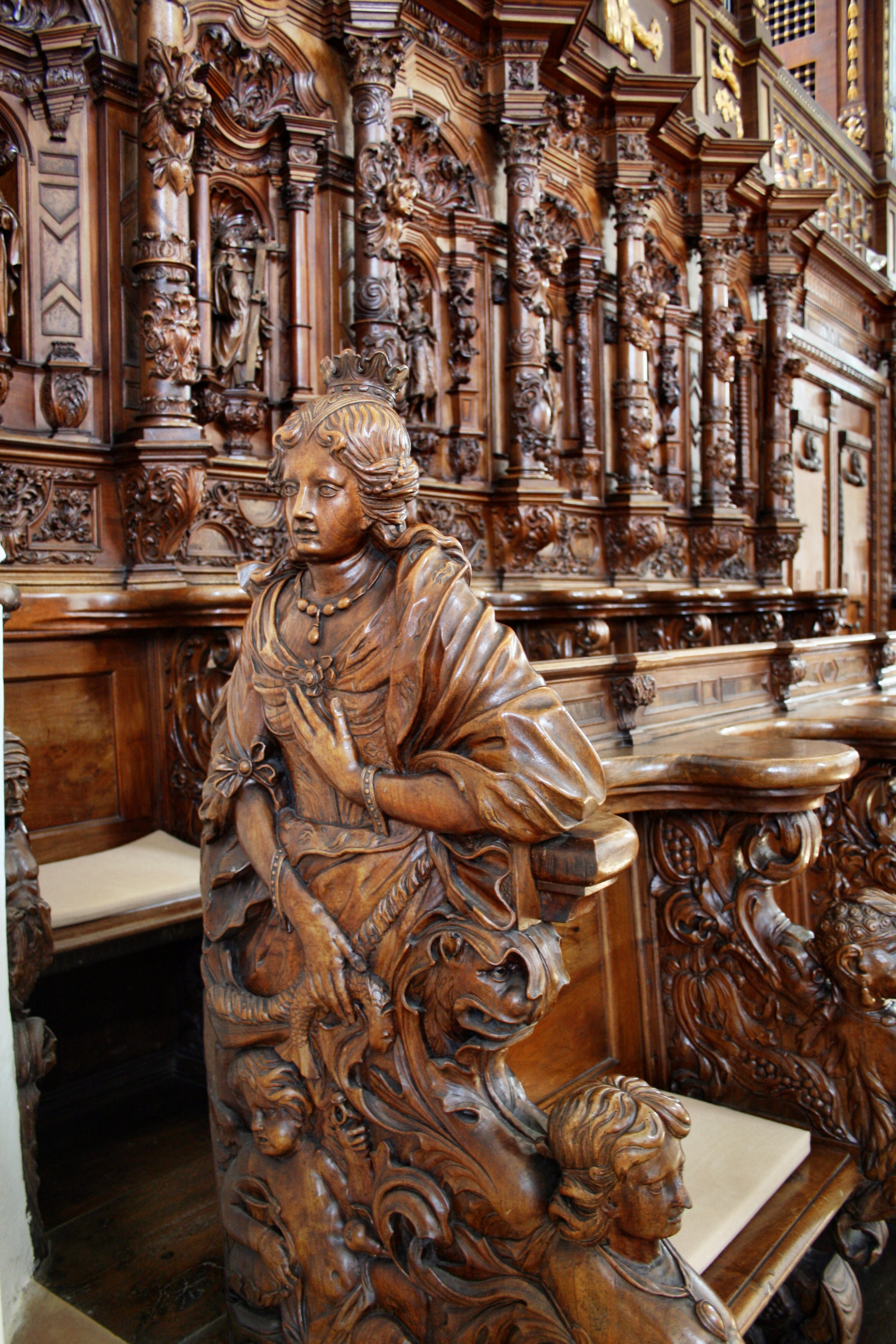
Verenafigur am Chorgestühl der Kirche St. Verena in Rot an der Rot

Die Beliebtheit der hl. Verena äußert sich auch in vielfältigen Darstellungen. Die Heilige wird oftmals mit offenen Haaren und Schleier dargestellt. Ihre Attribute sind der Krug und ein Doppelkamm. Zeugnisse sind ab dem 12. Jahrhundert vorhanden.

### Darstellungen von 1100 bis 1300
- Die hll. Verena, Agnes und Cäcilia: Stickerei auf einer Glockenkasel aus dem Kloster St. Blasien, heute in St. Paul im Lavanttal
- Die hl. Verena mit einem Knecht und einem Priester. Monatsbild September im Zwiefaltner Martyrologium (zwischen 1138 und 1147)
- Heilige Verena, Initiale U im Stuttgarter Passionale, (Zwiefaltner Handschrift) (um 1150)
- Die Verena als Helferin bei der Geburt Marias, Glasmalerei aus dem „Anna-Fenster“ in der Klosterkirche des Klosters Königsfelden in Königsfelden (um 1330)
- Verena-Siegel des Chorherrenstifts Zurzach (Anfang 14. Jahrhundert)

### Darstellungen ab 1400
- Abbildung auf einem Bildteppich, um 1470, Historisches Museum Basel
- Verena-Skulptur aus Lindenholz um 1480, heute als Legat im Schweizerischen Landesmuseum.[9]
- Fresko im Chorturm (hinter dem Altar) des Verenamünsters (Zurzach) aus dem 15. Jahrhundert.
- Die hll. Katharina und Verena, Badener Nelkenmeister (Thüring Meyerhofer?) um 1500, Schweizerisches Landesmuseum
- Abbildung auf einem Altarblatt aus Bremgarten, vom Zürcher Veilchenmeister, 1505, Schweizerisches Landesmuseum
- Abbildung auf dem Flügel eines Altars, Hans Baldung zugeschrieben, um 1515, Landesmuseum Münster
- Flügelaltar ca. 1516 mit der geschnitzten Figur der heiligen Verena aus Lindenholz. Der Altar befand sich früher in der Verenakapelle in Herznach und ist heute in der historischen Sammlung des Kantons Aargau.
- Skulptur aus Lindenholz, Ende 15. Jahrhundert.[9]
- Schreinfigur aus der Pfarrkirche St. Katharina in Klingnau aus Lindenholz, Anfang 16. Jahrhundert, heute im Schweizerischen Landesmuseum.[9]
- Statue im Verenamünster in Zurzach aus dem 16. Jahrhundert.
- Grabplatte in der Krypta im Verenamünster in Zurzach von 1613. Der Holzsarg und sein Inhalt (zwei kleine Särge und Fragmente) waren am 24. März 1530 mit dem Beginn der Reformation zerschlagen und verbrannt worden. Der große Goldene Sarg wurde 1532 wieder eingesetzt.[10]
- Verenaaltar im Salemer Münster aus Alabaster des Klettgaus
- Figur am Chorgestühl der Kirche St. Verena in Rot an der Rot

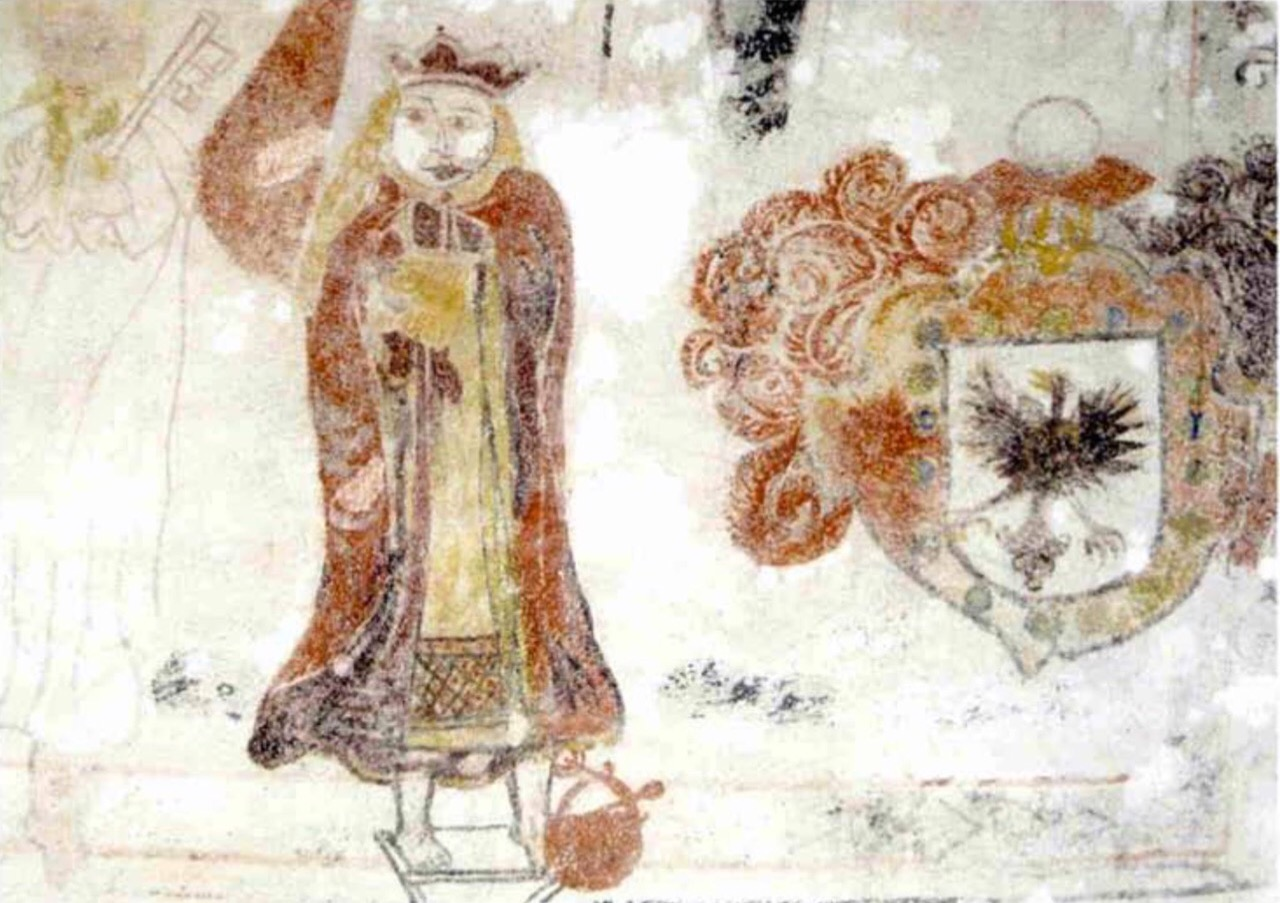
Die heilige Verena von Bachzimmern mit Krug und Doppelkamm

- Bachzimmern, Verenakapelle Die heilige Verena von Bachzimmern mit Krug und Doppelkamm

### Moderne Darstellungen

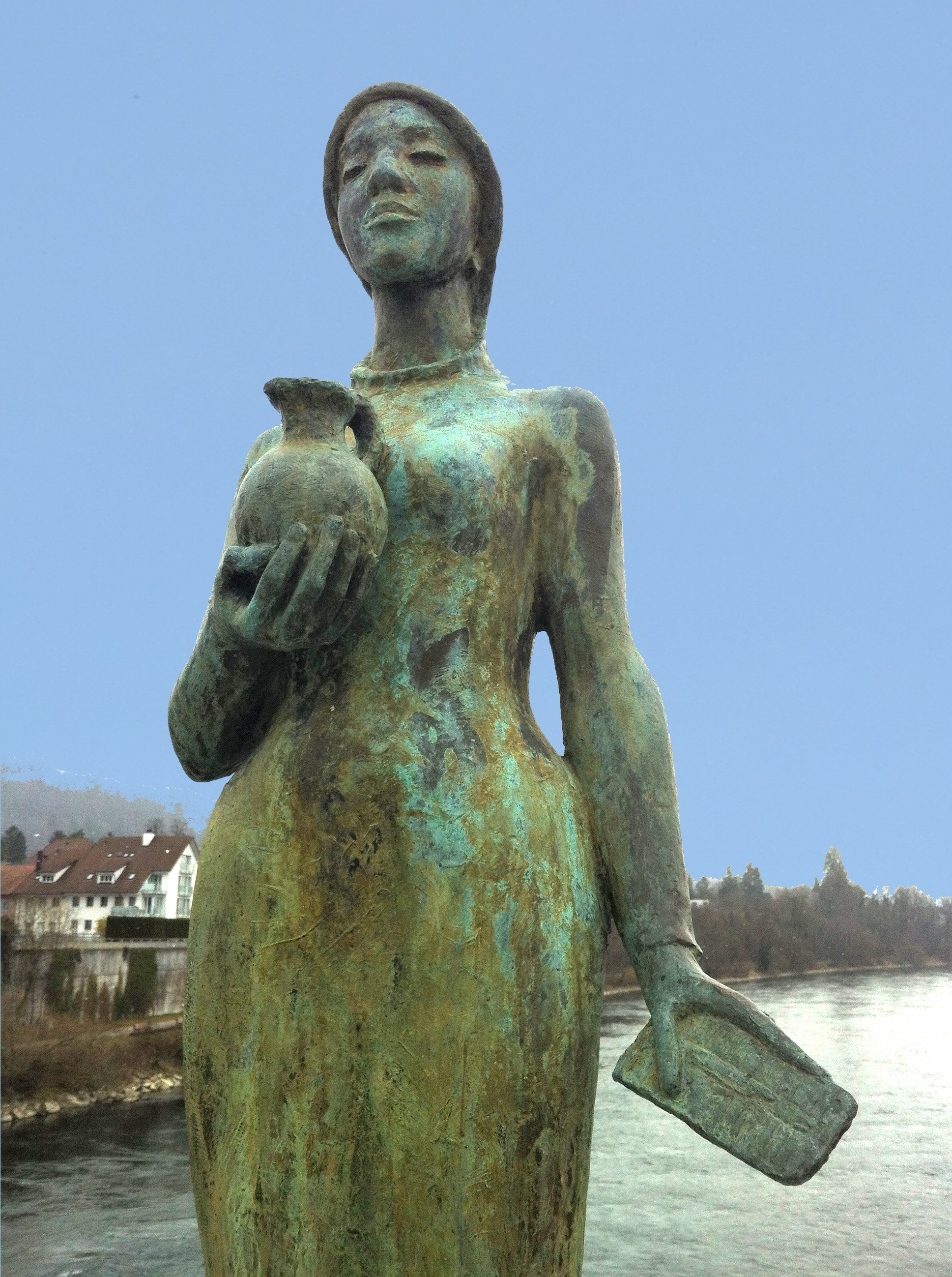
Statue der Heiligen auf der Rheinbrücke Bad Zurzach-Rheinheim (1979).

- Verena mit Kamm und Krug (1979), Statue auf der Rheinbrücke von Ernst Suter (1904–1987)
- Verenabrunnen auf dem Münsterplatz in Zurzach von Erich Hauser aus dem Jahr 1983 und im Kurpark in Zurzach von Bettina Eichin aus dem Jahr 1990
- Koptische Ikone der heiligen Verena als Geschenk der koptischen Gemeinde von Port Said 2007 an die Pfarrei St. Verena, Bad Zurzach. Sie befindet sich mit der Ikone des hl. Mauritius im Verenamünster (Zurzach).
- Glasfenster in der Kirche Sankt Albert, Saarbrücken

## Musik
Verena-Lieder
- Verenalied I aus Zurzach

Musik: Mainz 1410
Text: Maria Luise Thurmair, 1983 (Der Text ist in der ersten und vierten Strophe sehr ähnlich dem unten aufgeführten Text.)
- Verenalied II aus Zurzach

Musik: Joseph Frei
Text: Silja Walter
- Verenalied

(Melodie: Gotteslob 1975 Nr. 222; Gotteslob 2013 Nr. 334)
Vom Morgenlande kamst du her,
Verena, Frau aus Theben.
Trugst Christi Liebe über's Meer,
ein Zeugnis uns zu geben.

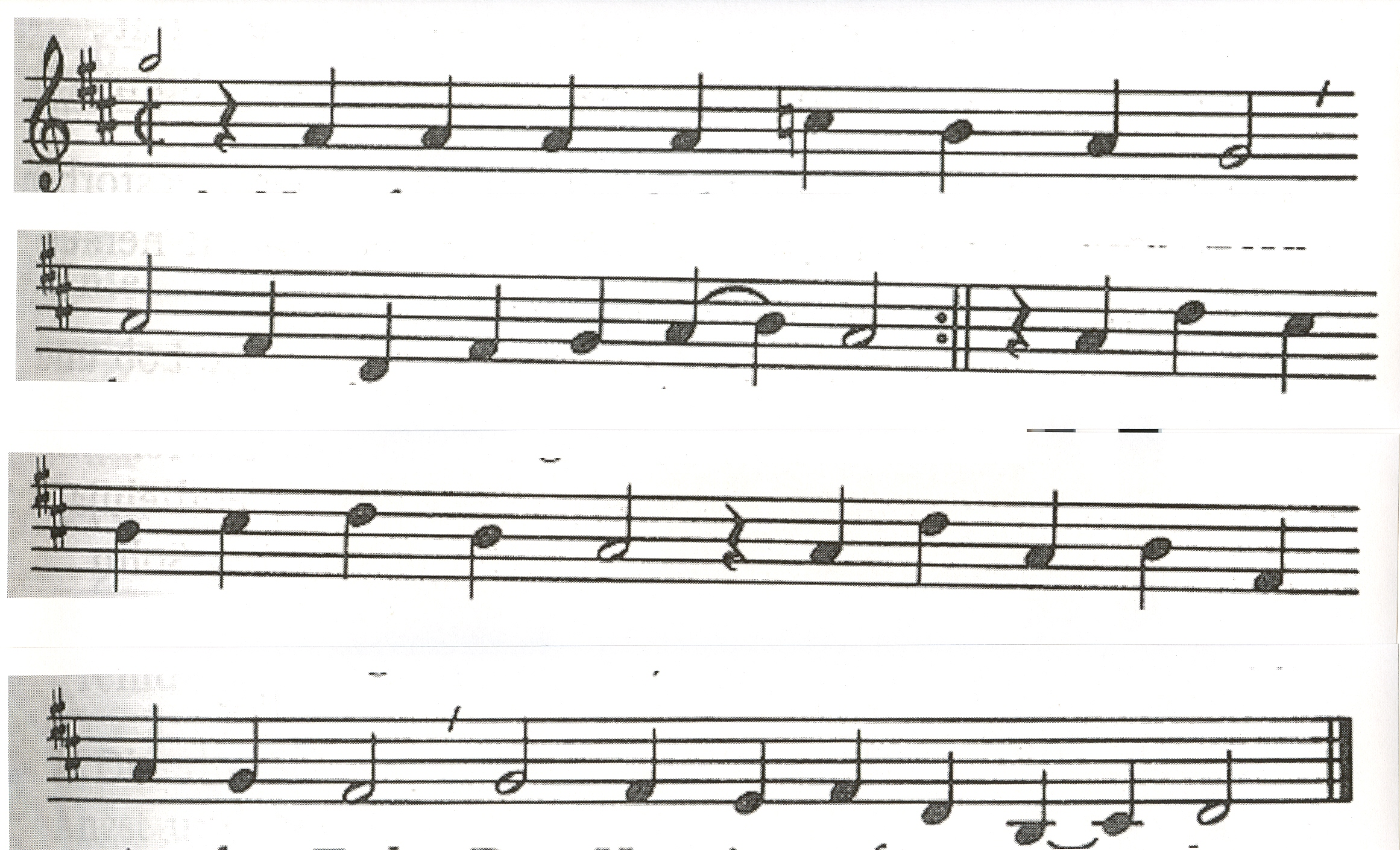
Melodie des Verena-Liedes

Heut' die Gemeinde auf dich schaut,
sich der Patronin anvertraut.
Heil'ge Verena, bitt' für uns.
Im Hunger teiltest du das Brot
und beugst dich zu den Armen.
Du halfst in vieler Krankheit Not,
verschenktest dein Erbarmen.
Kein Mensch ging ohne gutes Wort,
kein Armer ohne Hilfe fort.
Heil'ge Verena, bitt' für uns.
Verena, lass in uns die Kraft
des Glaubens neu entzünden,
dass Gott durch uns das Gute schafft,
wir seine Liebe künden.
In deinem glaubensstarken Sinn
sei Vorbild uns und Helferin.
Heil'ge Verena, bitt' für uns.
- O Verena, sponsa Christi, Hymnus zum Fest der hl. Verena aus dem Antiphonarium ad usum chori Rothensis Michael Haydn 1791.